# Aramese vlag

Vlag van de Arameeërs (verhouding 2:3)

De Aramese vlag (Aramees: ܐܳܬ݂ܳܐ ܣܽܘܪܝܳܝܬܳܐ, Otho Suryoyto) is de door de Arameeërs gekozen vlag om het Aramese volk in hun thuisland en in de diaspora te vertegenwoordigen. De vlag bestaat uit een gele adelaar met een rode achtergrondkleur. 

## Symboliek

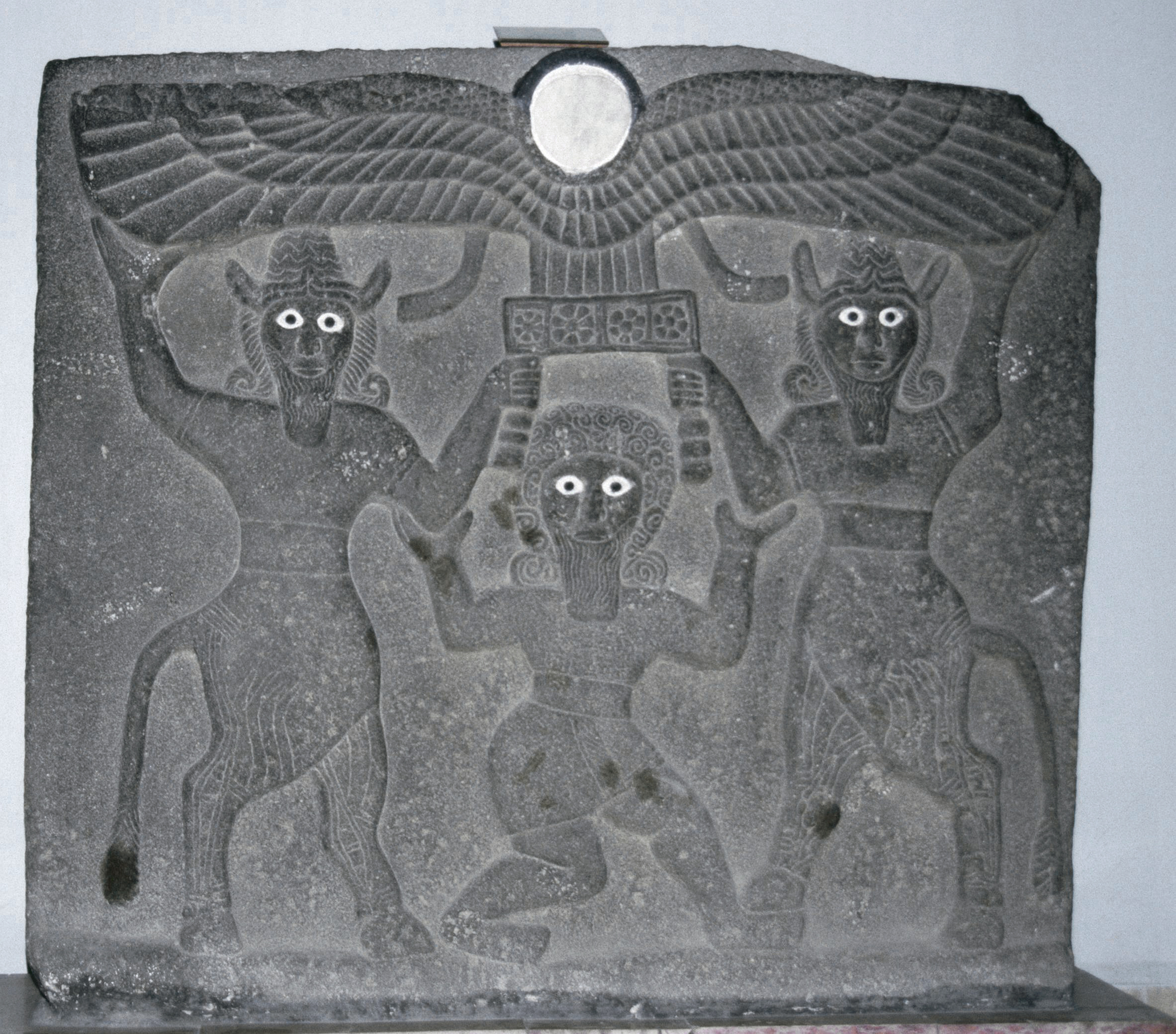

Het symbool van de vlag is gebaseerd op een reliëf dat dateert van 800-1200 v.Chr. en in 1907 werd ontdekt in het paleis van koning Kapara in de Aramese stadstaat Tell Halaf door semitoloog André Dupont-Sommer en archeoloog Max von Oppenheim.
De moderne vlag werd voor het eerst geïntroduceerd in 1975 door de Aramese diaspora-gemeenschap in Zweden en is officieel aangenomen door de Wereldraad van Arameeërs in 1979, New Jersey.
- De adelaar zelf symboliseert kracht en macht.
- De gele kleur is de hoop op een terugkerende onafhankelijke Aramese staat.
- De rode achtergrond staat symbool voor het bloed dat vergoten werd tijdens genocides op het volk, waaronder de Aramese Genocide.
- De vlam staat symbool voor de Heilige Geest, waarmee de Arameeërs willen aantonen dat zij het eerste volk geweest zouden zijn dat overging op het christendom.
- De vier sterren onderaan symboliseren de rivieren de Eufraat, Tigris, Gihon en Bishon in hun vaderland.

Hoofdartikel: Vlaggen van de wereld      Portaal: Vlaggen en wapens
Vlaggen van A tot Z · Historische vlaggen · Handelsvlaggen van de wereld · Marinevlaggen van de wereld · Vlaggen van staten met beperkte erkenning · Vlaggen van internationale organisaties · Vlaggen van gebieden met separatistische of irredentistische bewegingen · Vlaggen van hoofdsteden · Vlaggenlijsten per land · Vlaggen van afhankelijke gebieden · Vlaggen van subnationale entiteiten · Vlaggen van gemeenten · Vlaggen van micronaties · Taalvlag
Zie ook: Vexillologie · Vlag · Vlaginstructie · Wimpel